# Cervicrambus
Cervicrambus är ett släkte av fjärilar. Cervicrambus ingår i familjen Crambidae.
Kladogram enligt Catalogue of Life:
| Cervicrambus | \| \| Cervicrambus argentilineellus \| \| \| \| \| \| Cervicrambus eximiellus \| \| \| \| |
|              | \| \| Cervicrambus argentilineellus \| \| \| \| \| \| Cervicrambus eximiellus \| \| \| \| |
|              | Cervicrambus argentilineellus                                                             |
|              |                                                                                           |
|              | Cervicrambus eximiellus                                                                   |
|              |                                                                                           |